# Difebarbamate
Difebarbamate (INN) là một thuốc an thần của thuốc an thần và carbamate gia đình được sử dụng trong châu Âu như một thành phần của một loại thuốc phối hợp được gọi là tetrabamate (Atrium, Sevrium). 